# Stenus prodromus
Bledius prodromus
Espèce
Synonymes
- Bledius prodromus Heer, 1856

Stenus prodromus est une espèce fossile de coléoptères de la famille des Staphylinidae.

## Classification
L'espèce Stenus prodromus est décrite en 1856 par le naturaliste suisse Oswald Heer (1809-1883) sous le protonyme Bledius prodromus,.
Cette espèce est citée en 1874 par le zoologiste français Émile Oustalet (1844-1905),.

### Renommages
L'espèce Stenus prodromus est renommée en Bledius prodomus en 1900 par l'entomologiste américain Samuel Hubbard Scudder (1837-1911),.
Elle renommée en Stenus prodromus en 1937 par le paléontologue français Nicolas Théobald (1903-1981),.
Puis elle est citée sous le nom Stenus prodromus en 2001 par Lee H. Herman (d),. 

### Synonymes
- Bledius prodromus Heer, 1856

### Étymologie
L'épithète spécifique prodromus signifie en latin « pour la route ».

### Fossiles
Selon Paleobiology Database en 2023, une seule collection de fossile serait référencée, dont l'holotype, venant d'Aix-en-Provence et des collections du Muséum de Zurich, est décrit en 1853 par Oswald Heer,.
Ceci atteste la présence de cette espèce pendant le Chattien de l'Oligocène supérieur soit de 28,1 à 23,03 Ma avant notre ère.

## Description

### Caractères
La diagnose de Nicolas Théobald en 1937 concernant l'échantillon G4 de Gergovie et des collections du muséum Henri-Lecoq sis à Clermont-Ferrand, : 

« Insecte noirâtre, corps oblong, subcylindrique. Tête avec deux renflements latéraux indiquant l'emplacement des yeux, gros et saillants ; corselet presque cylindrique, moins large que les élytres, élytres courtes, à peine ponctués, laissant l'abdomen entièrement découvert ; abdomen de six segments, se rétrécissant à partir du quatrième. ».

### Dimensions
L'insecte a une longueur totale de 3,25 mm.

### Affinités
« Très voisin de Stenus prodromus d'Aix. Mais ne lui semble pas identique, le type d'Aix est de taille plus grande. ».

## Galerie
- Quelques espèces vivantes du genre Stenus
- Stenus ampliventris.
- Stenus apomontis.
- Stenus bimaculatus.
- Stenus fornicatus.
- Stenus morio.
- Stenus similis.

### Publication originale
- [1856] (de) Oswald Heer, « Ueber die fossilen Insekten von Aix in der Provence », Vierteljahrsschrift der Naturforschenden Gesellschaft in Zürich, vol. 1,‎ 1856, p. 1-40 (lire en ligne).